# Vật lý máy gia tốc
Vật lý máy gia tốc là một nhánh của vật lý ứng dụng, liên quan đến việc thiết kế, xây dựng và vận hành các máy gia tốc hạt. Như vậy, nó có thể được mô tả như là nghiên cứu về chuyển động, thao tác và quan sát các chùm hạt tích điện tương đối và sự tương tác của chúng với các cấu trúc máy gia tốc bằng trường điện từ.
Vật lý máy gia tốc cũng liên quan đến các lĩnh vực khác:
- Kỹ thuật vi sóng (đối với các cấu trúc gia tốc / lệch trong dải tần số radio).
- Quang học với sự nhấn mạnh vào quang học hình học (hội tụ chùm và uốn cong) và vật lý laser (tương tác hạt laser).
- Công nghệ máy tính chú trọng vào xử lý tín hiệu số; ví dụ, để thao tác tự động các chùm hạt.

Các thí nghiệm được thực hiện với máy gia tốc hạt không được coi là một phần của vật lý máy gia tốc, nhưng thuộc (theo mục tiêu của thí nghiệm), ví dụ, vật lý hạt, vật lý hạt nhân, vật lý vật chất ngưng tụ hoặc vật lý vật liệu. Các loại thí nghiệm được thực hiện tại một cơ sở máy gia tốc cụ thể được xác định bởi các đặc tính của chùm hạt được tạo ra như năng lượng trung bình, loại hạt, cường độ và kích thước.

## Gia tốc và tương tác của các hạt với cấu trúc RF

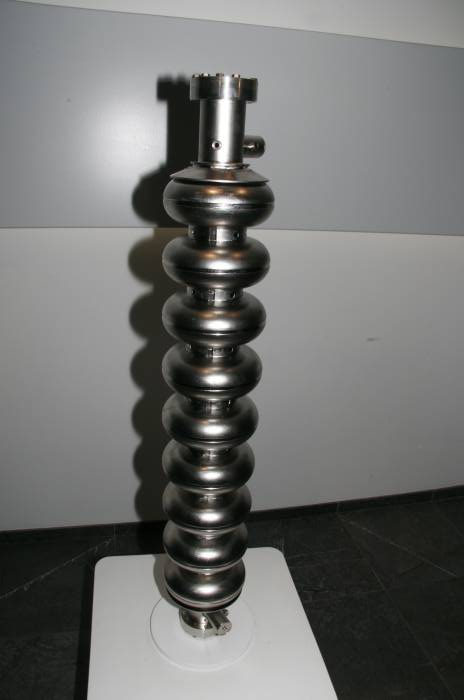
Khoang niobi siêu dẫn để tăng tốc các hạt siêu phân tử, ảnh lấy từ dự án TESLA

Mặc dù có thể tăng tốc các hạt tích điện bằng cách sử dụng các trường tĩnh điện, như trong hệ số nhân điện áp Cockcroft-Walton, phương pháp này có các giới hạn được đưa ra vì sự cố điện ở điện áp cao. Hơn nữa, do các trường tĩnh điện là bảo thủ, điện áp tối đa giới hạn động năng áp dụng cho các hạt.
Để khắc phục vấn đề này, máy gia tốc hạt tuyến tính hoạt động bằng cách sử dụng các trường thay đổi theo thời gian. Để kiểm soát các trường này bằng cách sử dụng các cấu trúc vĩ mô rỗng mà qua đó các hạt đi qua (hạn chế bước sóng), tần số của các trường gia tốc như vậy nằm trong vùng tần số vô tuyến của phổ điện từ.